# 香取神社 (幸手市大字上吉羽)
香取神社（かとりじんじゃ）は、埼玉県幸手市の神社。

## 歴史
創建年代は不明である。ただ当地は元禄年間（1688年 - 1704年）に開発された「小七新田」に位置していることから、その頃に創建されたものと推測される。「福蔵院」が別当寺であった。福蔵院は1616年（元和2年）に開山された真言宗の寺院であったが、明治初期の神仏分離により、廃寺に追い込まれた。
1874年（明治7年）、近代社格制度に基づく「村社」に列せられ、1907年（明治40年）の神社合祀により、上吉羽地区にあった全ての神社が合祀された。
現在の当社の境内には特に目立った木々はないが、昭和30年代までは鎮守の森があり、昼間でも暗かったという。

## 交通アクセス
- 路線バス大堰橋停留所より徒歩33分。